# City University (Londra)
La City University di Londra è un'università pubblica situata nel centro di Londra, nel Regno Unito, fondata nell'anno 1894.
Ospita il Department of Journalism, ossia un centro per la formazione di giornalisti.